# 三星镇 (简阳市)
三星镇，是中华人民共和国四川省资阳市简阳市下辖的一个乡镇级行政单位。2019年12月，撤销同合乡、新星乡，将原同合乡和原新星乡所属行政区域划归三星镇管辖，三星镇人民政府驻隆都路10号。

## 行政区划
三星镇下辖以下地区：
利济社区、宝莲村、冬水村、飞凤村、巩固村、共和村、井田村、六洞村、民桥村、胜天村、双桂村、水泉村、松明村、新元村、游林村、众合村和蟠龙村。

## 特色美食
三星镇有许多特色美食，例如三星米花糖(后改名为"蜀星米花糖"), 梳子馍馍, 油坨坨, 凉粉儿等。